# La Boisselle
Ovillers-la-Boisselle er en kommune i departementet Somme i Pikardiet i det nordlige Frankrig.
Kommunen består af to de landsbyer Ovillers og La Boisselle, der blev ødelagt under 1. verdenskrig. Her foregik voldsomme kampe under Slaget ved Somme, især på slagets første dag. Lochnagar-krateret er et vidnesbyrd om nogle af de ødelæggelser slaget ved Somme skabte. Krateret er 100 meter i diameter og 30 meter dybt og opstod på slagets første dag 1. juli 1916.
50°01′53″N 2°41′52″Ø / 50.0314°N 2.6978°Ø